# Josué Galdámez
Josué Nahúm Galdámez Domínguez (Santa Elena, Usulután, El Salvador) es un futbolista salvadoreño retirado. Su posición natural dentro del terreno de juego fue como delantero, posteriormente se acopló en la zona media como volante creativo y defendió los colores de equipos como Municipal Limeño, Águila, Chalatenango y L.A. Firpo de la Liga Pepsi de El Salvador.

## Selección nacional
Galdámez hizo su debut con la Selección de Fútbol de El Salvador en un partido amistoso de marzo de 2001 contra la Selección de Fútbol de Guatemala. Álvarez representó a El Salvador en 18 partidos de clasificación para la Copa Mundial de la FIFA y jugó en las Copas de Naciones UNCAF 2001, 2003 y 2007, así como en la Copa Oro de la CONCACAF 2002.
En 2002, Galdámez ganó la medalla de oro en los Juegos Centroamericanos y del Caribe ante México.

## Estadísticas

### Clubes
| Club             | País        | Año         | Partidos | Goles |
| ---------------- | ----------- | ----------- | -------- | ----- |
| El Vencedor      | El Salvador | 1998        | 32       | 28    |
| Municipal Limeño | El Salvador | 1999 - 2005 | 167      | 28    |
| Águila           | El Salvador | 2005 - 2006 | 27       | 11    |
| Chalatenango     | El Salvador | 2005 - 2008 | 59       | 22    |
| Municipal Limeño | El Salvador | 2008 - 2009 | 21       | 7     |
| Atlético Balboa  | El Salvador | 2009 - 2010 | 26       | 3     |
| Aspirante        | El Salvador | 2010 - 2011 | 29       | 9     |
| Pasaquina        | El Salvador | 2011 - 2013 | 32       | 7     |
| L.A. Firpo       | El Salvador | 2013 - 2014 | 7        | 0     |

## Palmarés

### Campeonatos internacionales
| Título                           | Equipo      | Sede         | Año  |
| -------------------------------- | ----------- | ------------ | ---- |
| Torneo Centroamericano de Fútbol | El Salvador | San Salvador | 2002 |